# Quercus pannosa
Quercus pannosa — вид рослин з родини букових (Fagaceae), ендемік південно-центрального Китаю.
Іноді вважається синонімом виду Quercus semecarpifolia.

## Середовище проживання
Ендемік південно-центрального Китаю.